# Nagatacho Strawberry
Nagatacho Strawberry (永田町ストロベリィ) est un manga shōjo de Mayu Sakai paru vers 2002. Il est édité par Panini Manga en 5 tomes.

## Synopsis
Hime est la fille du premier ministre du Japon. À cause de cela, ses années de collège ont été un véritable enfer. Au lycée elle décide de garder son identité secrète afin de mener une vie normale, avoir des amis et profiter de sa jeunesse.

## Personnages

### Personnages Principaux
Hime Ichinose
Personnage principal de l'histoire, c'est une belle fille aux cheveux longs et bouclés en première année de lycée. Elle se comporte comme une petite fille mais possède un fort caractère. Elle supporte assez mal d'être la fille du premier ministre, elle a peur que tout le monde l'apprécie pour son statut social comme son premier petit ami Yoshiki. :Elle tombera finalement amoureuse de Natsuno.
Natsuno Kirihara
Natsuno est un garçon populaire qui sort avec toutes les filles tant qu'elles lui donnent de l'argent. Pour lui l'amour est un "commerce". Lorsqu’il arrêtera, il travaillera avec Mr Hiroyama, le plus jeune secrétaire du premier ministre et le "précepteur" d'Himé. Il aime Himé et est aussi en première année de lycée.
Ken'ichi Hiroyama "Yama"
Le secrétaire du père d'Himé et celui qui s'est occupé d'elle depuis son plus jeune âge à cause des absences de son père.
Il engagera Natsuno lorsque celui-ci sera à court d'argent bien qu'il doute de l'amour qu'éprouve le jeune homme envers sa protégée. Il a un phoque du nom de Tamasaburo qu'il nourrit comme un roi. Il a 27 ans.
Eri Komiya
Aussi en première année de lycée, c'est une amie d'Himé bien qu'avant elle était son ennemie. Elle aime Natsuno et a un frère en troisième année.
Monsieur Ichinosé
Premier ministre du Japon et père d'Himé. Il n'est pas souvent chez lui à cause de toutes ses responsabilités. Il a trois enfants : Kei (27 ans), Aki (26 ans) et Himé. Il n'est pas en très bon terme avec le député Hashimoto.

### Personnages secondaires
Yoshiki Takigawa
En troisième année de lycée, c'est le président du conseil des élèves et le deuxième garçon le plus populaire du lycée après Natsuno. Il aime le pouvoir et s'intéresse de près à la politique. Yoshiki ne sort qu'avec des filles au statut social assez élevé. Il sortira avec Hime jusqu'à ce qu'elle rompe avec lui en ayant découvert ce pourquoi il sort avec elle.
Mizuki Sugisaka
Photographe pour magazine à scandale, il s'intéressera à Himé et Natsuno. Il écrira un article sur le commerce de Natsuno.
Yukihiro Hashimoto
Fils du député Hashimoto, il se fait battre par son père. Il rencontrera Himé lors d'une fête qui rassemble les politiciens.
Il dénoncera son père et ira étudier en R. grâce à sa rencontre avec le prince du pays. Il est d'un caractère assez froid lorsqu'il rencontre des personnes mais devient de plus en plus gentil au fil du temps.
Yukinari Hashimoto
Député, il n'est pas en très bons termes avec le Premier ministre. Il bat son fils et se fera arrêter lorsque son fils avouera la malveillance de son père.
Kei Ichinose
27 ans, fils du Premier ministre Ichinose et député. Il a un comportement attachant et adore sa sœur.
Aki Ichinose
26 ans, fils du Premier ministre du Japon, frère d'Himé et politicien.
Tamasaburo
Phoque du secrétaire Hiroyama, il l'a adopté lorsque celui-ci s'est retrouvé dans une rivière de la ville. Il est mieux nourri qu'un être humain et ne mange que des aliments de haute qualité.